# Ernst von Blumenstein
Ernst von Blumenstein (* 11. Februar 1796 in Rotenburg an der Fulda; † 25. August 1875 in Lichtenthal bei Baden-Baden) war kurfürstlich-hessischer Kammerherr und Oberforstmeister, Besitzer der kleinen Herrschaft Falkenberg bei Wabern im nordhessischen Schwalm-Eder-Kreis und Begründer des Geschlechts der Freiherren von Blumenstein.

## Herkunft
Er war der Sohn des paragierten Landgrafen Karl Emanuel von Hessen-Rotenburg aus dessen außerehelichen Beziehung mit Lucie Amalie Juliane Struve (* 1769 in Kassel) und somit Halbbruder des letzten Landgrafen von Hessen-Rotenburg, Victor Amadeus. Seine Mutter Lucie Struve war die Tochter des aus Braunschweig stammenden Regimentsquartiermeisters Johann Conrad Struve († 1782 in New York) und dessen aus Kassel gebürtigen Frau Catharina Elisabeth Bettelhäuser († 31. Oktober 1828 in Fulda).

## Leben
Ernst wurde 1811 von seinem Vater anerkannt. Er trat in die Dienste seines Verwandten, des Kurfürsten von Hessen, wurde zum Freiherrn von Blumenstein erhoben und avancierte zum kurhessischen Kammerherrn und Oberforstmeister der Landgrafschaft Hessen-Rotenburg. Die königlich-preußische Adelsbestätigung erfolgte, nachdem Kurhessen 1866 von Preußen annektiert worden war, im Mai 1870.
1829 kaufte er von seinem Halbbruder, dem Hessen-Rotenburger Landgrafen Victor Amadeus, die kleine Herrschaft Falkenberg bei Wabern mit dem Schloss Falkenberg und den beiden Rittergütern Falkenberg und Rockshausen. Im Jahre 1872 verkaufte er Schloss und Gut Falkenberg an den Musiker und Gutsbesitzer Johann Ludwig Gebhard von Alvensleben. Er zog nach Baden-Baden und verstarb drei Jahre später im nahen Lichtenthal.

## Familie
Ernst von Blumenstein heiratete am 1. Februar 1818 in Fulda Johanna Caroline Friederike „Frieda“ von Meyerfeld (* 29. September 1799 in Hanau; † 12. April 1866 in Kassel), Tochter des Ludwig Karl Ernst von Meyerfeld, kurhessischer Gesandter beim Bundestag und Präsident des kurfürstlichen Obergerichts für die Provinz Oberhessen  in Marburg, und dessen Frau Amalie Elisabeth Knobel. Das Paar hatte acht Kinder, von denen zwei jedoch das Säuglingsalter nicht überlebten:
- Tochter NN (* 8. April 1821 in Fulda)
- Viktor Gustav (* 10. Februar 1823 in Rotenburg; † 6. Juni 1823 ebenda)
- Karl Friedrich (* 10. Februar 1823 in Rotenburg; † 1. Juli 1867 in Kassel), Rittmeister ⚭ 4. November 1852 Klothilde von Kaltenborn-Stachau (* 28. Juli 1834 in Kassel; † 2. Juli 1872 in Linden)
- Ernst Karl Friedrich[2] (* 21. Oktober 1824 in Rotenburg; † 5. Oktober 1887 in Marburg), Rittmeister ⚭ 23. Oktober 1852 Johanna Maria Anna d’Orville (* 24. April 1832 in Offenbach; † 28. Juni 1911 in Kassel), Cousine 2. Grades des Offenbacher Tabakfabrikanten und Bürgermeisters Peter Georg d’Orville
- Klothilde (* 6. September 1829 in Rotenburg; † 1. Dezember 1906 in Karlsruhe) ⚭ 14. Juni 1870 Ferdinand von Meyerfeld (1808–1882), letzter kurhessischer Kriegsminister
- Amalie (* 5. August 1834 in Rotenburg; † 6. Juli 1895)
- Juliane („Lilli“) (* 7. Januar 1837 in Kassel; † 26. März 1924 in Betzigerode) ⚭ 8. August 1855 Louis von Hesberg (1824–1909), preußischer General der Kavallerie
- Jenny (* 7. November 1840 in Falkenberg; † 8. April 1911 in Görlitz) ⚭ 1873 Karl von Wehren († 2. Februar 1900 in Hannover)